# Коктонду
Коктонду (кирг. Көктоңду) — село в Базар-Коргонском районе Джалал-Абадской области Кыргызстана. Входит в состав Моголского айылного аймака.

## География
Село расположено в юго-восточной части области, на правом берегу реки Кара-Ункюр, на расстоянии приблизительно 24 километров (по прямой) к северо-востоку от города Базар-Коргон, административного центра района. Абсолютная высота — 1037 метров над уровнем моря.

## История
До 19 марта 2004 года село носило название Правда.

## Население
Согласно оценочным данным Национального статистического комитета Кыргызской Республики, численность населения села на начало 2023 года составляла 4201 человек.
| год     | 2009 | 2014 | 2015 | 2020 | 2021 | 2023 |
| ------- | ---- | ---- | ---- | ---- | ---- | ---- |
| человек | 3035 | 3651 | 3937 | 4107 | 4133 | 4201 |